# SS Megantic
SS Megantic foi um navio de passageiros britânico operado pela White Star Line e construído pelos estaleiros da Harland and Wolff em Belfast. A embarcação foi lançada ao mar em 1908 e possuía 14,878 
toneladas de arqueação bruta (GRT). O navio foi atacado por um submarino alemão durante a Primeira Guerra Mundial, mas saiu ileso. O Megantic foi retirado de serviço em 1931 e desmantelado em 1933.

## Carreira
A empresa de navios a vapor Dominion Line operava navios de passageiros na rota Liverpool - Canadá no final do século XIX e início do século XX. Seus navios eram ultrapassados, de modo que, em 1907, dois novos navios foram encomendados pela Harland and Wolff, o SS Albany e SS Alberta. No entanto, durante suas construções, eles foram transferidos para a White Star Line que, com eles, entrou no comércio canadense de passageiros.
O Albany foi renomeado para Megantic e o Alberta tornou-se o Laurentic. Na época, os dois eram os maiores navios já construídos para o serviço canadense e foram usados como uma forma de experimento em larga escala para decidir sobre o maquinário do Olympic e seus irmãos, com o Megantic recebendo motores de expansão quádrupla e uma hélice convencional, enquanto o Laurentic recebeu três hélices e dois motores de expansão tripla de quatro cilindros, com um projeto central de turbina a vapor de baixa pressão. O Megantic foi lançado ao mar em 10 de dezembro de 1908 e fez sua viagem inaugural em 17 de junho de 1909, partindo de Liverpool com destino a Montreal. Ele permaneceu nesta rota até o início da Primeira Guerra Mundial, quando foi brevemente colocado no serviço de Liverpool - Nova Iorque antes de ser designado como um navio de tropas em 1915. Ele foi atacado em 1917 pelo submarino alemão U-43, mas conseguiu escapar ileso. Ele foi devolvido à White Star em dezembro de 1918 e depois de uma reforma em 1919 para ampliar seu alojamento de primeira classe, retornou ao serviço canadense. Ele passou por outra reequipagem em 1924 e depois de 1928 operou a partir de Londres e Southampton. Com o início da Grande Depressão, o Megantic foi frequentemente usado para realizar cruzeiros de Nova Iorque para o Caribe, e na década de 1930 realizava cruzeiros econômicos.
Após sua prisão no Canadá, o Dr. Hawley Harvey Crippen foi devolvido à Inglaterra a bordo do Megantic, onde foi enforcado por assassinato.
O Megantic fez sua última travessia transatlântica em maio de 1931 e foi retirado de serviço até 1933, quando foi vendido para sucata em Osaka.